# Städtische Straßenbahn Freiburg 100 bis 102
Die Wagen 100–102 der Städtischen Straßenbahn Freiburg waren drei Straßenbahn-Einrichtungswagen in Sattelgelenkbauweise. Die von der Waggonfabrik Rastatt gebauten Triebwagen wurden im November 1959 in Betrieb genommen. Nach 36 Betriebsjahren endete der planmäßige Einsatz im Fahrgastbetrieb; Wagen 100 ist als Museumswagen bei den Freunden der Freiburger Straßenbahn (FdFS) erhalten geblieben. Sie waren die ersten Gelenkwagen der Straßenbahn Freiburg im Breisgau. Im Volksmund wurden sie auch Sputnik nach dem gleichnamigen Satelliten von 1957 genannt.

## Geschichte

### Vorgeschichte und Beschaffung
In den 1950er Jahren suchte die Städtische Straßenbahn ein möglichst rationelles Fahrzeug. Die neuen Triebwagen sollten das gleiche Platzangebot wie die Gespanne aus einem zweiachsigen Fahrzeug und einem Beiwagen bieten und somit einen Schaffner einsparen. Darüber hinaus sollte sich die Bauweise an den zuvor beschafften Verbandswagen orientieren, um den Ersatzteilbestand nicht erweitern zu müssen.
Die Waggonfabrik Rastatt entwickelte Ende 1959 eine speziell für Freiburg vorgesehene Serie vierachsiger Gelenkwagen mit aufgesattelten Endwagen, auch Sattelgelenkwagen oder kurz Sattelwagen genannt. Die Einrichtungswagen bestanden aus einem zweiachsigen Verbandswagen mit Festfahrgestell, auf den ein zugehöriger Nachläufer gesattelt wurde. Der Endwagen stützte sich auf ein antriebsloses Drehgestell ab. Beide Wagenteile wurden schließlich durch ein schwebendes Gelenk verbunden. Diese Konstruktion galt zwar schon damals – im Vergleich zu Wagen mit Jakobsdrehgestellen – als technisch veraltet, konnte aber alle Anforderungen erfüllen. Insbesondere erreichten die Konstrukteure damit eine – für die engen Kurven des Freiburger Netzes erforderliche – geringe Hüllkurve des Gesamtwagenkastens. Gleichartige Wagen stellte die Waggonfabrik Rastatt bereits ab 1958 durch Umbau vorhandener Aufbauwagen für die Straßenbahn Aachen her.

### Einsatz
Die drei Triebwagen wurden im November 1959 ausgeliefert. Die knapp 20 Meter langen Sputniks konnten insgesamt 142 Fahrgäste aufnehmen, davon 42 auf Sitzplätzen. Bei hohem Fahrgastaufkommen wurde der vierachsige Motorwagen durch einen zweiachsigen Beiwagen der Serie 121–143 ergänzt.
Aufgrund der Konstruktion als Einrichtungsfahrzeug konnten erstmals in Freiburg alle Sitze in Fahrtrichtung angeordnet werden. Hierbei kam eine 2+1-Bestuhlung zur Anwendung. Als Besonderheit waren dabei die gangseitigen Sitze der Doppelbänke klappbar ausgeführt um den Zugang zu den Fensterplätzen zu erleichtern. Neuartig für Freiburg war zudem das System des Fahrgastflusses sowie die automatischen Türen. Die beiden vorderen Doppeltüren dienten fortan ausschließlich dem Ausstieg, während die dritte und letzte Doppeltür, neben der sich der feste Schaffnerplatz befand, zusteigenden Fahrgästen vorbehalten blieben. Diese modernen Attribute brachten den Wagen ihren Beinamen Sputnik ein, nachdem der gleichnamige sowjetische Satellit auch in Westeuropa zwei Jahre zuvor für erhebliches Aufsehen sorgte.
Mangels Wendeschleifen konnten die Sputniks zunächst nur auf der damaligen Linie 4 zwischen Hornusstraße und Littenweiler eingesetzt werden. Neben der Häuserblockschleife im Stadtteil Brühl nutzte diese ein Wendedreieck am Bahnhof Littenweiler. Letzteres wurde 1964 durch eine Schleife an der Lassbergstraße ersetzt. Wagen 100 erhielt 1967 ferner die neue Nummer 103 in Zweitbesetzung zugeteilt, nachdem gleichzeitig der bisherige Wagen mit der Nummer 103 – ein GT4 – die neue Nummer 109 erhielt. Zudem wurden die Triebwagen in den 1970er Jahren auf schaffnerlosen Betrieb umgerüstet. Mit der 1981 erfolgten Auslieferung der ersten GT8K und der damit verbundenen Einstellung des Beiwagenbetriebs endete der Einsatz der Sputniks zunächst.
Mit der Liniennetzreform des Jahres 1983 wurden die Wagen aber erneut benötigt, diesmal für die damals in eine Ringlinie umgewandelte Verstärkerlinie 3 – die wiederum die Linie 4 als einzige Einrichtungslinie Freiburgs ablöste. Auf dieser waren sie zunächst – mittlerweile nur noch solo fahrend – bis 1990 im Einsatz, bevor sie von den ersten GT8N abgelöst wurden. Mitte der 1980er Jahre erhielten die Wagen 101 und 103 zudem noch die neue rot-weiße Lackierung der Freiburger Verkehrs AG (VAG), welche sich an den Farben des Freiburger Stadtwappens und den jüngsten Stadtbahnbetrieben jener Zeit orientierte. Wagen 102 blieb hingegen bis zuletzt in der cremefarbenen Ursprungslackierung mit grünen Zierstreifen lackiert.
Aufgrund der zum 1. September 1991 eingeführten Regio-Umweltkarte mussten die Sputniks ein zweites Mal kurzfristig reaktiviert werden, um dem plötzlichen Fahrgastandrang gerecht zu werden. Diesmal kamen sie auf der Linie 5 zum Einsatz. Erst mit der 1993 erfolgten Ablieferung der ersten Wagen des Typs GT8Z konnte im Plandienst endgültig auf die Altbauwagen verzichtet werden.

### Verbleib
Ab 1993 waren die Sputniks nur noch sporadisch als E-Wagen im Einsatz, zuletzt im Winter 1994. Als erstes schied Wagen 103 im Jahr 1994 aus dem regulären Bestand. Er erhielt damals wieder seine ursprüngliche Betriebsnummer 100 zurück und fungierte fortan als Reklamestraßenbahn. Hierzu wurden die Seitenfenster mit Holzplatten verdeckt, um eine größere Werbefläche zu erhalten. Der Wagen warb jedoch – zunächst in grüner und später in roter Grundlackierung – nur für die VAG selbst, für kommerzielle Reklame wurde er nicht genutzt.
Die Wagen 101 und 102 wurden zuletzt noch als Fahrschulwagen genutzt und schließlich beide in der ersten Hälfte des Jahres 1995 ausgemustert und noch im gleichen Jahr verschrottet.
Wagen 100 gelangte 2006 – nach über zehn Einsatzjahren als Reklamewagen – zu den Freunden der Freiburger Straßenbahn e. V. (FdFS). Diese bauten das Fahrzeug wieder in den Auslieferungszustand um. Seither wird der Sputnik Nummer 100 in der Regel an jedem ersten Samstag eines Monats von Mai bis September auf der Oldtimerlinie 7 zwischen Paduaallee und Musikhochschule eingesetzt. Darüber hinaus kann das Fahrzeug auch als Partywagen gemietet werden.